# آلبرت سامبی لوکونگا
آلبرت سامبی لوکونگا (انگلیسی: Albert Sambi Lokonga؛ زادهٔ ۲۲ اکتبر ۱۹۹۹) بازیکن فوتبال اهل بلژیک است که به صورت قرضی در پست هافبک میانی برای باشگاه لوتون تاون بازی می‌کند. وی همچنین بازیکن تیم‌ ملی فوتبال بلژیک میباشد.